# Le journal du séducteur
Le journal du séducteur (pt: O Diário do Sedutor) é um filme francês de 1996 dirigido por Danièle Dubroux.
Por este filme, o ator Mathieu Amalric foi indicado como melhor ator ao Prêmio Michel Simon.

## Elenco principal
- Chiara Mastroianni .... Claire
- Melvil Poupaud .... Gregoire
- Hubert Saint-Macary .... Hubert, o psiquiatra
- Serge Merlin .... Robert, vizinho de Gregoire
- Mathieu Amalric .... Sebastien
- Danièle Dubroux .... Anne, mãe de Claire
- Jean-Pierre Léaud .... Hugo
- Micheline Presle .... Diane